# Eschweiler Bergbau
Eschweiler Bergbau ist der Sammelbegriff für den Bergbau und Tagebau im Raum der Stadt Eschweiler in der nordrhein-westfälischen Städteregion Aachen. Dieser Raum ist ein großer Teil des Aachener Reviers und größer als das heutige Eschweiler Stadtgebiet. Insbesondere im Süden reicht es in das Gebiet der ehemaligen Gemeinde Gressenich und der heutigen Stadt Stolberg, nach der südliche Stadtteile Eschweilers 1823 und 1935 ausgemeindet wurden und mit der Eschweiler einen gemeinsamen Raum Eschweiler-Stolberg bildet. Im weitesten Sinne ist dieser Raum der Einflussbereich des Eschweiler Bergwerksvereins EBV.

## Hintergrund

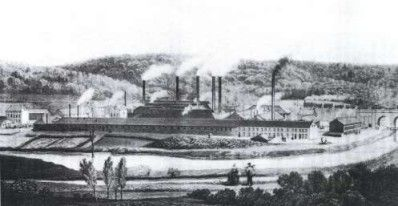
Eschweiler-Aue im 19. Jahrhundert

In Eschweiler haben Unternehmen wie Thyssen und Phönix ihre Wurzeln, welche letztlich auf schon in der Eisenzeit bekannte Erz-, Kalk-, Steinkohle- und Braunkohlefelder zurückführen. Meilensteine waren der keltisch-römische Bergbau, der Eschweiler Kohlberg im 14. Jahrhundert und 1834 die Gründung des Eschweiler Bergwerksvereins EBV mit Gruben in der gesamten Region. Das Ende des Eschweiler Steinkohlenbergbaus war der 28. September 1944, des Eschweiler Braunkohletagebaus der 3. September 1987.
Im so genannten Aachener Revier setzte die Großindustrialisierung bereits in der ersten Hälfte des 19. Jahrhunderts ein, womit sie als die erste Industrieregion Deutschlands angesehen werden kann. Ausschlag hierzu gaben hohe Vorkommen von Kohle, Quarzsand, Kalkstein, unterschiedlichen Erzen und Wasserkraft, technische Errungenschaften wie Dampfmaschine und Eisenbahn sowie eine selten enge räumliche Anbindung der Produktionsstätten an die Erzlagerstätten. Eschweiler Persönlichkeiten wie Johann Peter Wültgens, Carl Englerth, Christine Englerth, Franz Reuleaux, Johann Heinrich Graeser, Friedrich Thyssen und August Thyssen sind ferner zu nennen. Was Eschweiler und der Region fehlte, war eine Wasserstraße. Ein Rhein-Maas-Kanal, welcher durch das Stadtgebiet verlaufen wäre, wurde nie realisiert, und so wanderten Thyssen und andere nach Duisburg und ins Ruhrgebiet ab. Ein weiterer Standortnachteil war, dass die Kohlelager- und Industriestätten von Lille bis Köln jahrhundertelang zwischen den Niederlanden, Belgien, Frankreich und Preußen bzw. Deutschland aufgeteilt waren.

## Vorzeitliche Erz- und Kohlebergbaugeschichte

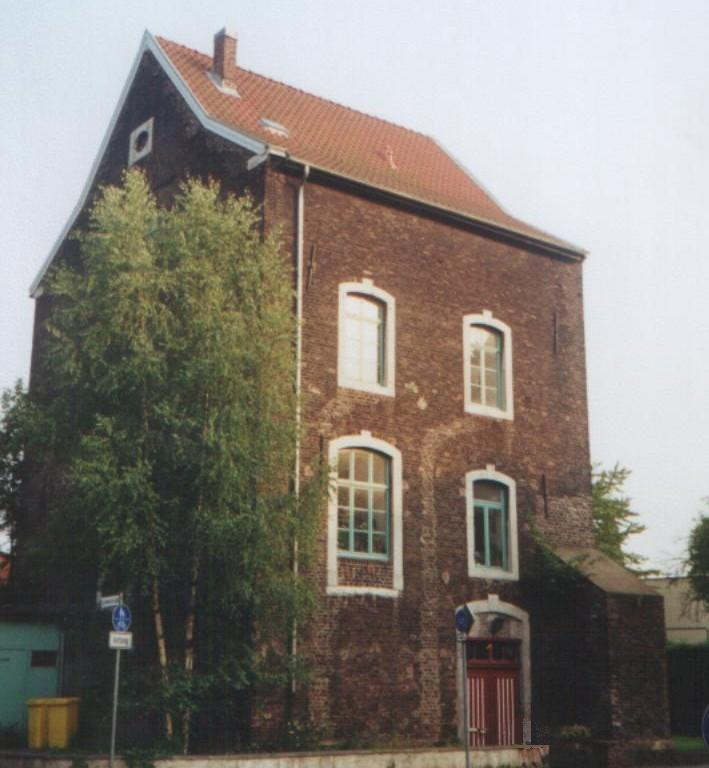
Pumpenhaus (Standort der Dampfmaschine)

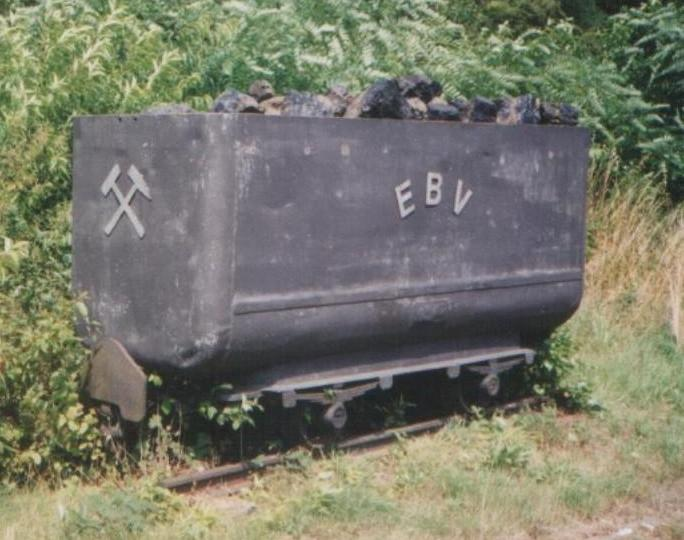
„EBV“-Lore bei Nothberg

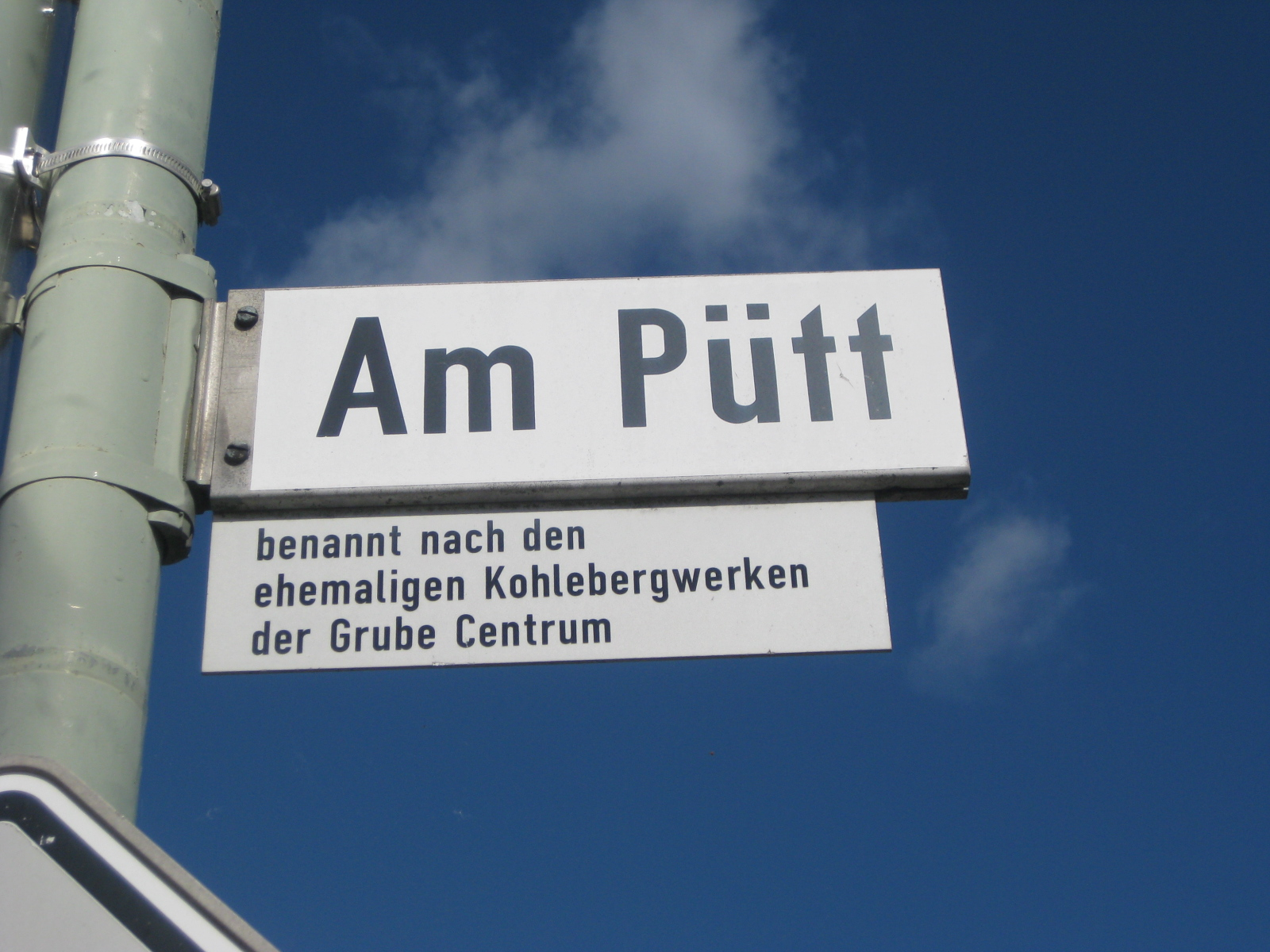
Straßenschild zur Grube Centrum

Zwischen Eschweiler-Scherpenseel und Eschweiler-Volkenrath wurde am Fuß des Korkus ein keltisches Bergwerk aus der Eisenzeit entdeckt, in welchem schon 400 v. Chr. Bergleute Eisenerz und später Kalkstein abgebaut haben. Die Kelten werden die enge räumliche Anbindung von Schürfstellen, Produktionsstätten und Siedlungsgebiet genutzt haben. Ein Kranz keltischer Einsiedlungen um Scherpenseel und weitere keltische Siedlungen in Eschweiler sind belegt. Die weitläufig angelegten und gut verschalten Stollen erstreckten sich über den Korkus hinaus. Bei einem Schachtversuch „Zur guten Hoffnung“ von 1880 bis 1884 stieß man dort auf das alte Stollensystem: Das Erz war von den Kelten völlig abgebaut. Die Ruinen von „Zur guten Hoffnung“ sowie die benachbarten Pingen und Schachteingänge sind noch heute zu besuchen. Die Kelten waren ein großes Bergbauvolk mit montantechnisch hohen Standard und hinterließen im Deutschen Begriffe des Bergbauwesens wie „isarno“ (= Eisen), „scagadt“ (= Schacht, Höhle, Spalte), „mina“ (= Mine) und „clocca“ (= Glocke); auch Eschweiler Flurnamen wie „Inde“ und Killewittchen sind keltischen Ursprungs.
Insbesondere wurden im 1. bis 3. Jahrhundert Eisen-, Zink- und Bleierze in erheblichem Maße geschürft und metallurgisch genutzt. Äußerst günstig im Raum Eschweiler-Stolberg um Propsteier Wald, Eschweiler Stadtwald und Korkus erwies sich, dass die Zinkerz-, Zinkspat- und Brauneisenerzzüge an der Oberfläche austreten und durch die auffällige Vegetation der so genannten Galmeiflora angezeigt wird. Die Wege zur Abfuhr der Erze waren die schon zur keltischen Zeit bestehenden Gracht- oder Rennwege.
Im südwestlichen „Propsteier Wald“ auf Eschweiler Stadtgebiet wurde knapp einen Kilometer von der Propsteier Villa entfernt 1905 ein quadratförmiger Bau von 8 Metern Seitenlänge mit Dachziegelresten, einem Stück Schlacke und einem Stück Steinkohle gefunden: vermutlich eine römische Eisenschmelze. Dass die Römer im Eschweiler Raum bereits Steinkohle benutzten, liegt nahe, da sie hier an vielen Stellen vollständig zu Tage tritt und kein Bergbaubetrieb nötig ist. Ferner haben sie vermutlich den leicht verarbeitbaren Erdgalmei zur Messingherstellung verwendet. Sie gelten in Bezug auf den Blei-, Eisen- und Steinkohlenbergbau als die Nachfolger der Kelten.
Auch war ihnen die Metallgießtechnik des Zementationsverfahrens in holzbeheizten Öfen bekannt, vorwiegend für gegossene Artikel des gehobenen Bedarfs. Entsprechende Fundstücke stammen ebenfalls unter anderem aus dem „Propsteier Wald“. Das Zementationsverfahren war bis zum 19. Jahrhundert das einzige Verfahren zur Messingherstellung im Raum Eschweiler-Stolberg. Hierbei werden Schmelztiegel mit faustgroßen Kupferstücken, gemahlenem Zinkerz und gemahlener Holzkohle als Zementationsreduktionsmittel oder Zuschlagstoff gefüllt, welche dann im Ofen auf fast 1000 °C erhitzt werden. Zu den bekanntesten römischen Messinggegenständen zählt der Hemmoorer Eimer im Landesmuseum Hannover, als dessen Herkunftsort die Erzfelder im Dreieck Mausbach / Hastenrath / Hamich im südöstlichen Eschweiler Revier vermutet werden.

## Der Eschweiler Kohlberg bis zum 18. Jahrhundert
1394 wird der Eschweiler Kohlberg als „Koylberg zu Eschwylre“ und Kohleabbau in Pingen und kleineren Schächten urkundlich erwähnt. 1794 wird das Eschweiler Berggericht aufgelöst und durch französische Verwaltungsstrukturen ersetzt.

## Wültgens, Englerth und der EBV
1784 begann Johann Peter Wültgens seine im Eschweiler Kohlberg gehaltenen Konzessionen durch Zukauf zu erweitern. Er hatte sie als Entschädigung für einen Pachtvertrag der Burg Kinzweiler erhalten. 1794 wurde in unmittelbarer Nachbarschaft der Herrenkunst an der Einmündung der „Luisenstraße“ in Eschweiler-Pumpe die vermutlich erste Dampfmaschine Deutschlands installiert. Ferdinand Wültgens und Carl Englerth erhielten 1805 eine Großkonzession nach französischem Recht auf die gesamte Flächenerstreckung der Flöze und bis zur ewigen Teufe aufgrund eines Dekrets von Napoléon Bonaparte. Die Wasserhaltung und Flözbegrenzung durch die Herrschaft der Grafen von Jülich war hiermit beendet. 1834 wurde nach dem Tode Christine Englerths der Eschweiler Bergwerksverein EBV gegründet.

## Pumpe-Stich und erste Dampfmaschine
Pumpe-Stich ist ein südwestlicher Stadtteil Eschweilers. Er und sein Ortsteil Aue sind das älteste und war das wichtigste Industriegebiet der Stadt Eschweiler. Die dortige  Konkordiasiedlung ist nach der ehemaligen Concordia-Hütte benannt, deren denkmalgeschützte Ruinen sich heute im Waldstück westlich der Konkordiastraße befinden. Der Name Pumpe geht darauf zurück, dass sich dort seit dem Übergang vom Pingen- zum Stollenbau Ende des 16. Jahrhunderts Herren- oder Wasserkünste befanden, welche mittels großer Wasserräder Pumpen antrieben, die für die Wasserhaltung in den Kohlenschächten sorgten. Das ehemalige Pumpenhaus mit einer der ersten Dampfmaschinen Deutschlands sowie das Steigerhaus, das Graeser-Haus und weitere Gebäude stehen unter Denkmalschutz. Eschweiler-Pumpe ist der Geburtsort von Franz Reuleaux.

## Eschweiler und Weisweiler Steinkohlegruben
Die Betriebsstätten des „Eschweiler Kohlbergs“ unterteilten sich in die Binnen- und Außenwerke mit dem Flöz „Padtkohl“ als Grenze. Die Binnenwerke im Bereich des Muldenkerns waren
- die „Grube Aue“ bei Eschweiler-Aue
- die „Grube Centrum“ bei Eschweiler-Stich
- die „Grube Ichenberg“
- die „Grube Reserve“ bei Eschweiler-Nothberg

die Außenwerke waren
- die „Grube Atsch“ bei Atsch (bis 1935 zu Eilendorf)
- die „Grube Birkengang“ in Birkengang (bis 1935 zu Eschweiler)
- die „Grube Christine“ im oberen Birkengang, benannt nach Christine Englerth
- die „Grube Propstei“ im Propsteier Wald bei Eschweiler.

Die Gruben des „Weisweiler Kohlbergs“ im Osten des Indereviers und heutigen Stadtgebiets waren Ende des 19. Jahrhunderts bereits geschlossen. Es waren dies
- die „Grube Weisweiler“ bei Weisweiler (bis 1972 eigenständige Gemeinde)
- die „Grube Wilhelm“ bei Wilhelmshöhe (bis 1972 zu Weisweiler)

## Grubendistrikte
Die Grubendistrikte – auch Grubenfelder genannt – im Eschweiler Kohlberg waren „Feldend“ am nördlichen Muldenflügel, „Buschend“ im Bereich der Muldenwendung und „Hundend“ am Südflügel. Nach „Buschend“ ist die Straße „Am Buschend“ in Eschweiler-Wilhelmshöhe und nach „Feldend“ ist die Straße „Feldenendstraße“ im nördlichen Eschweiler-Bergrath benannt. Dort wurden im November 2005 die letzten Gebäude der ehemaligen Grube „Reserve“ abgerissen.

## Bergbaubezogene Sehenswürdigkeiten in Pumpe

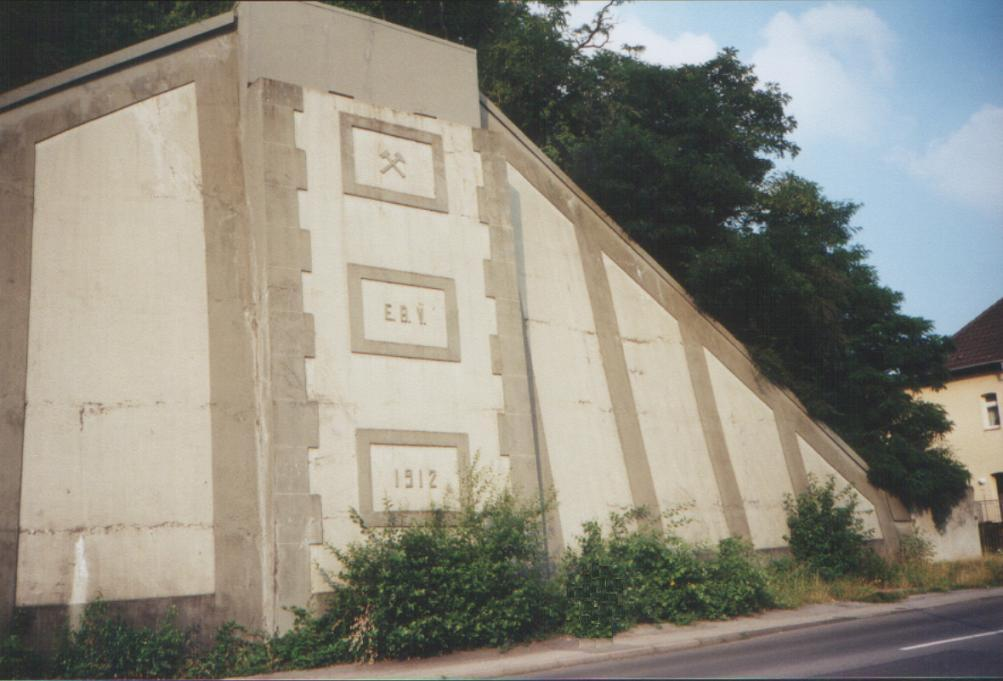
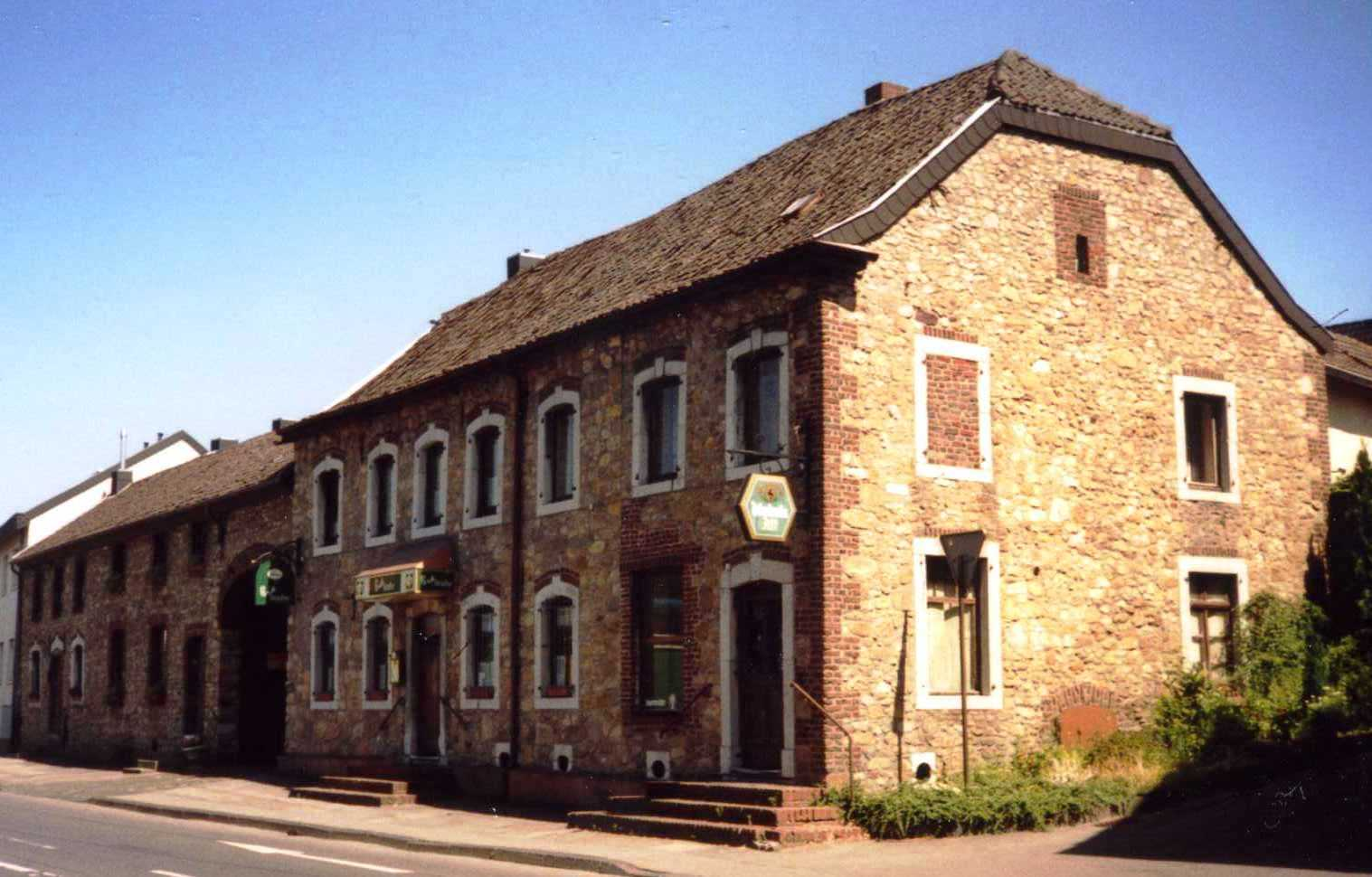
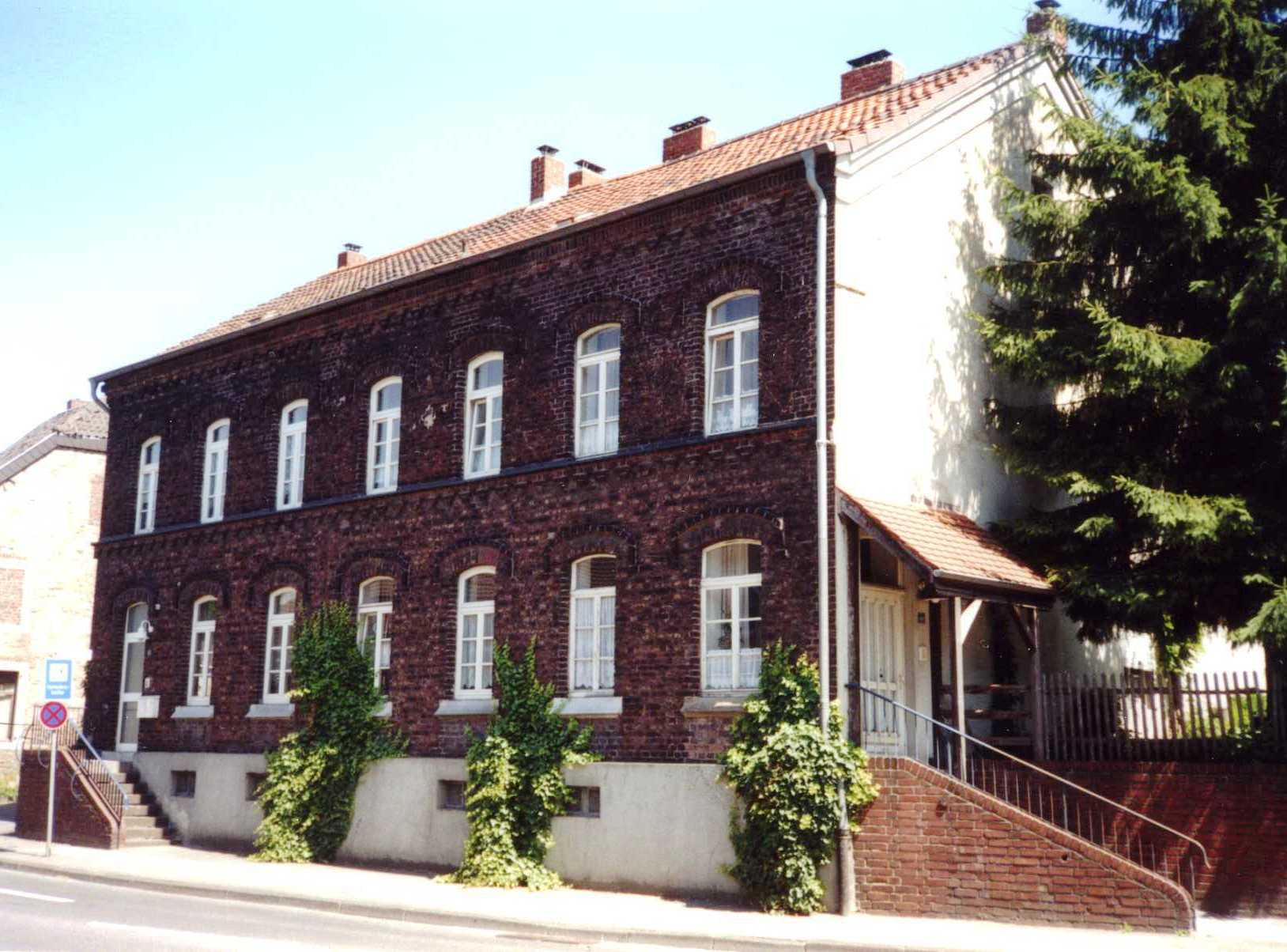
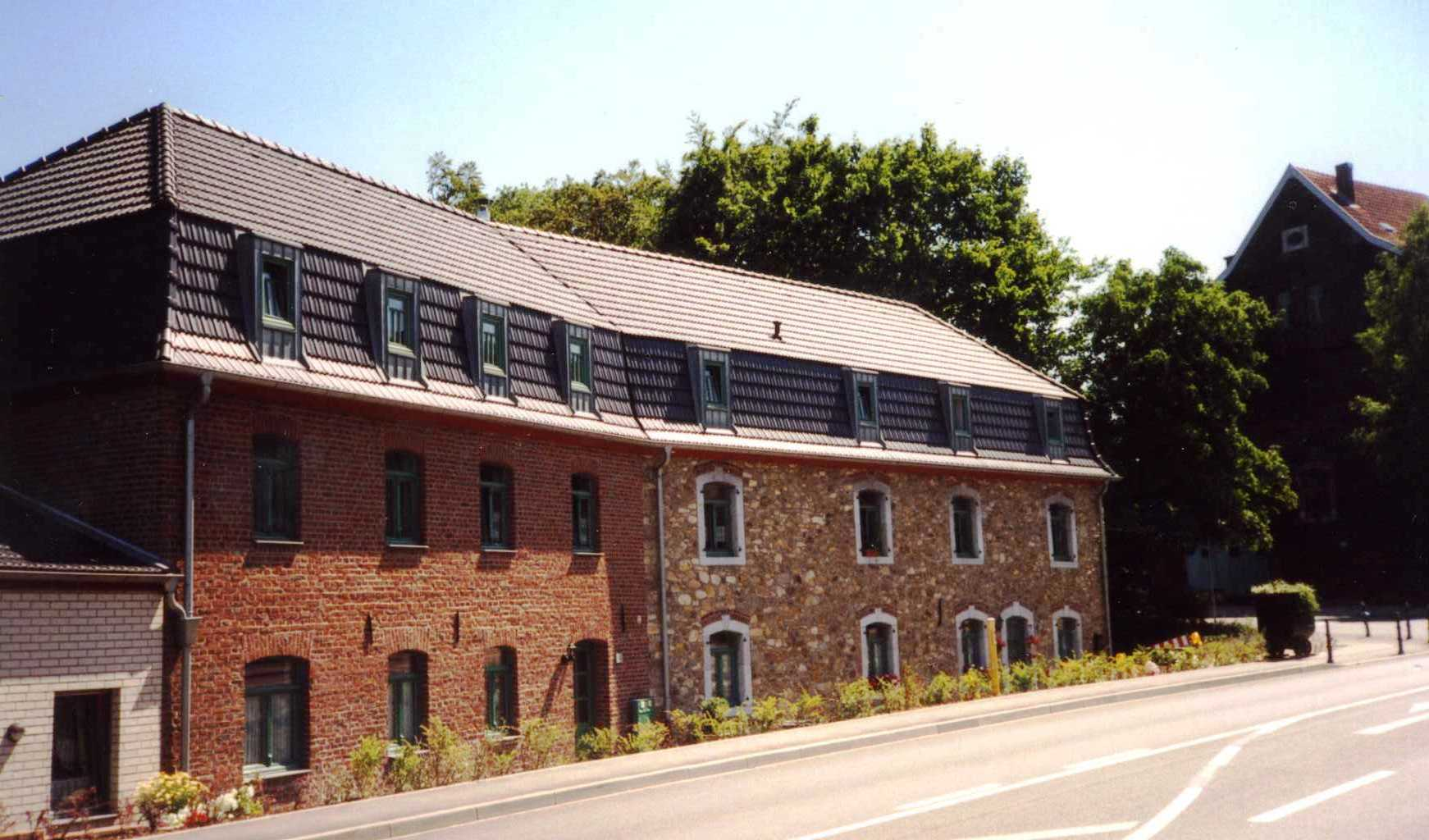
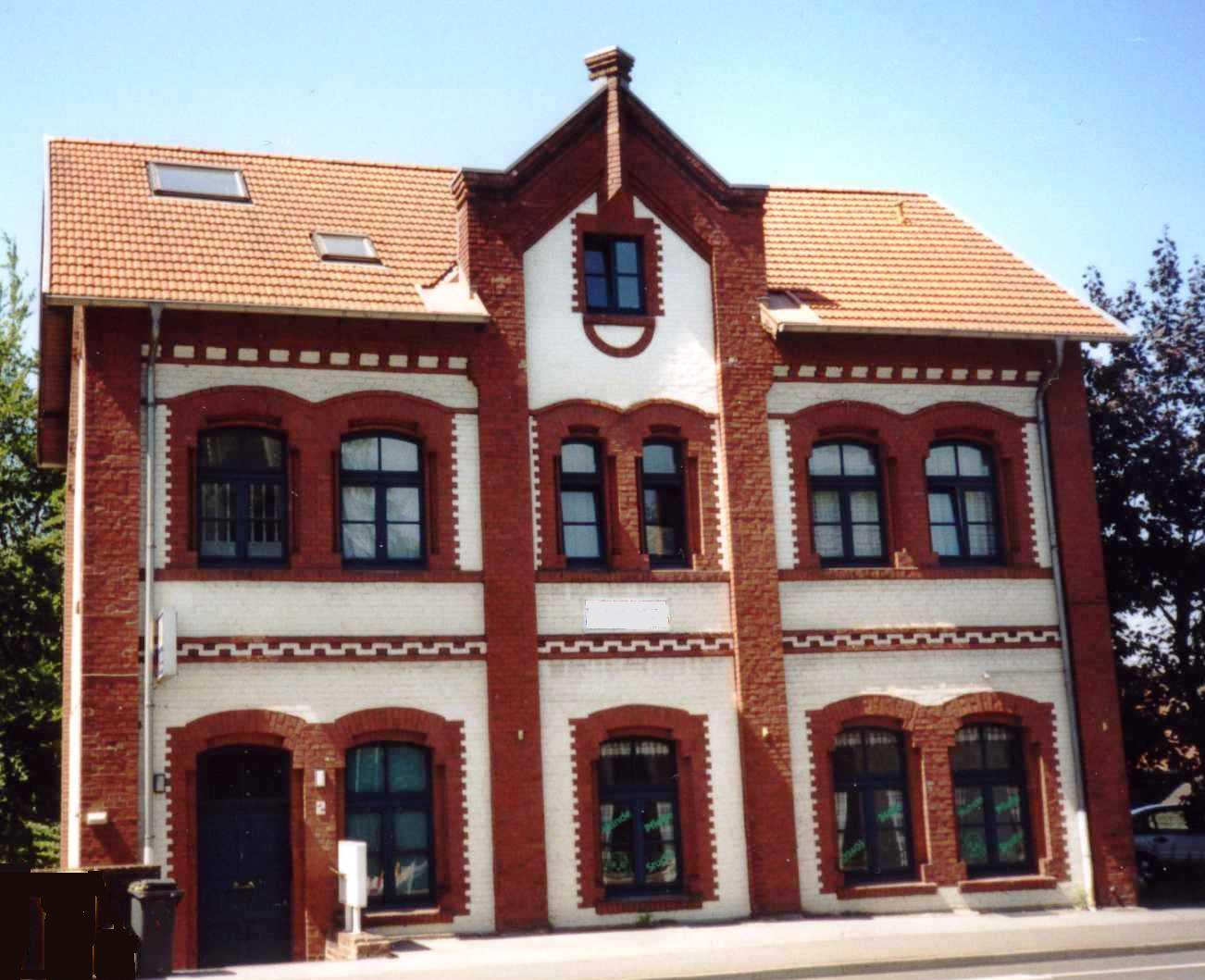
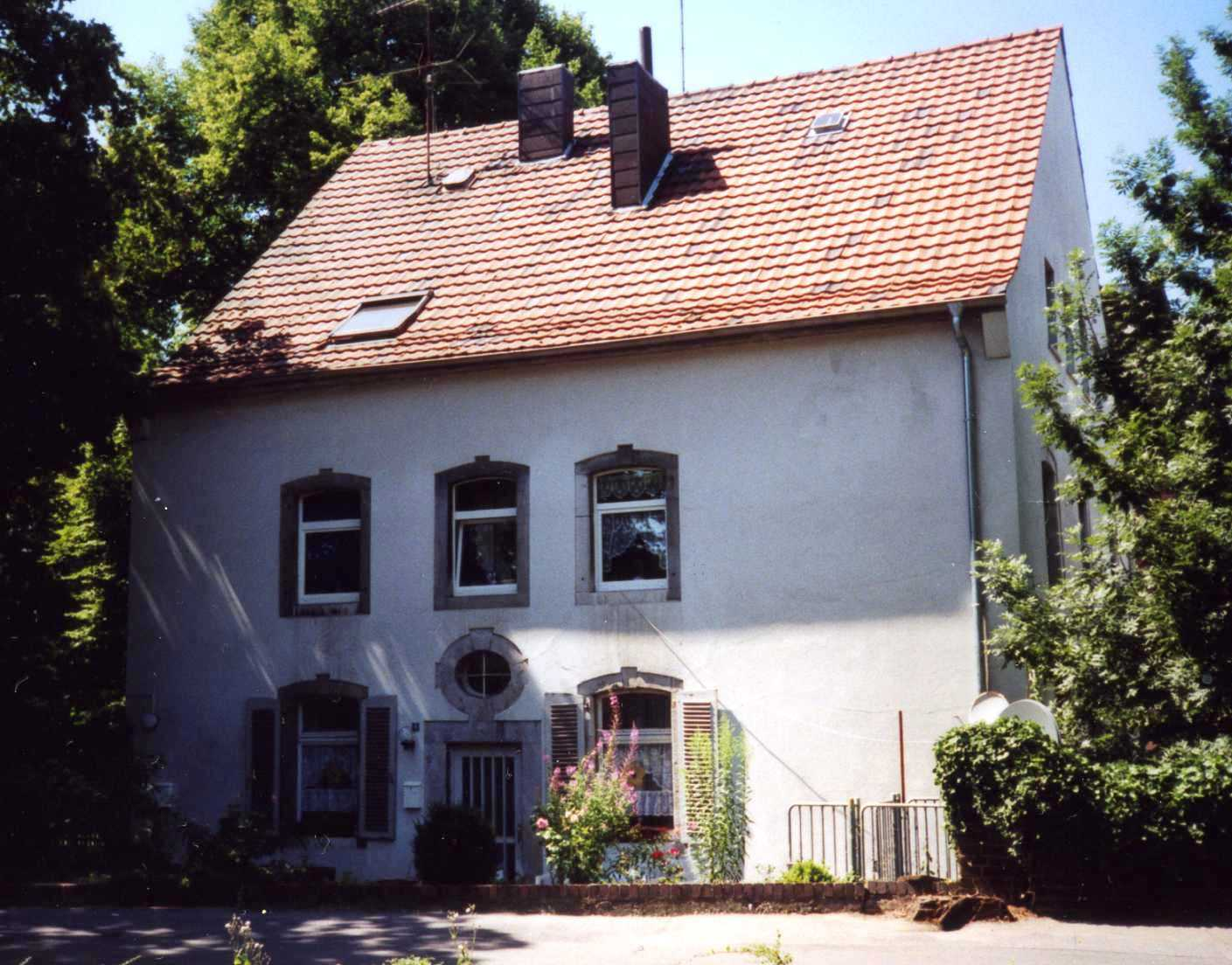
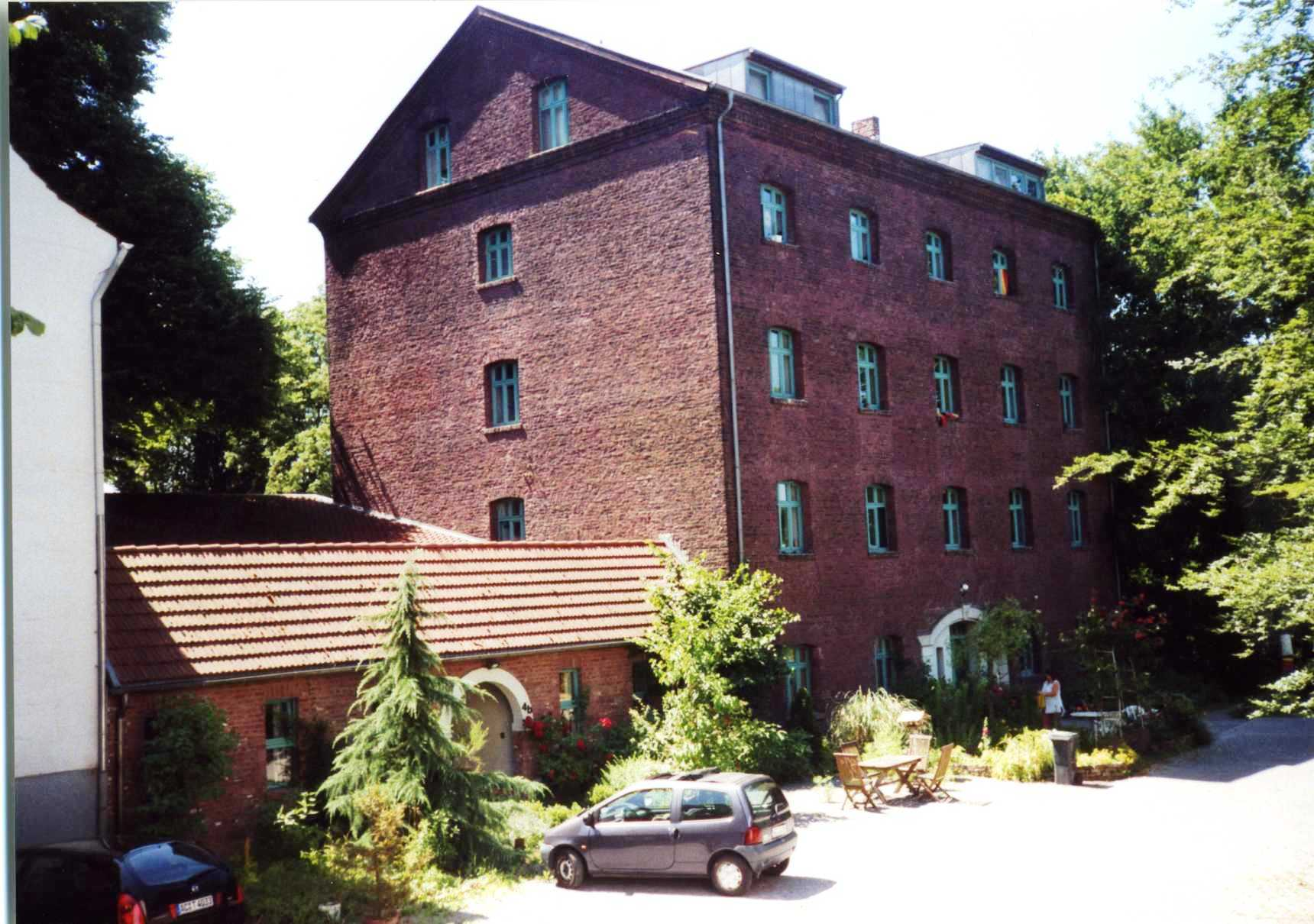
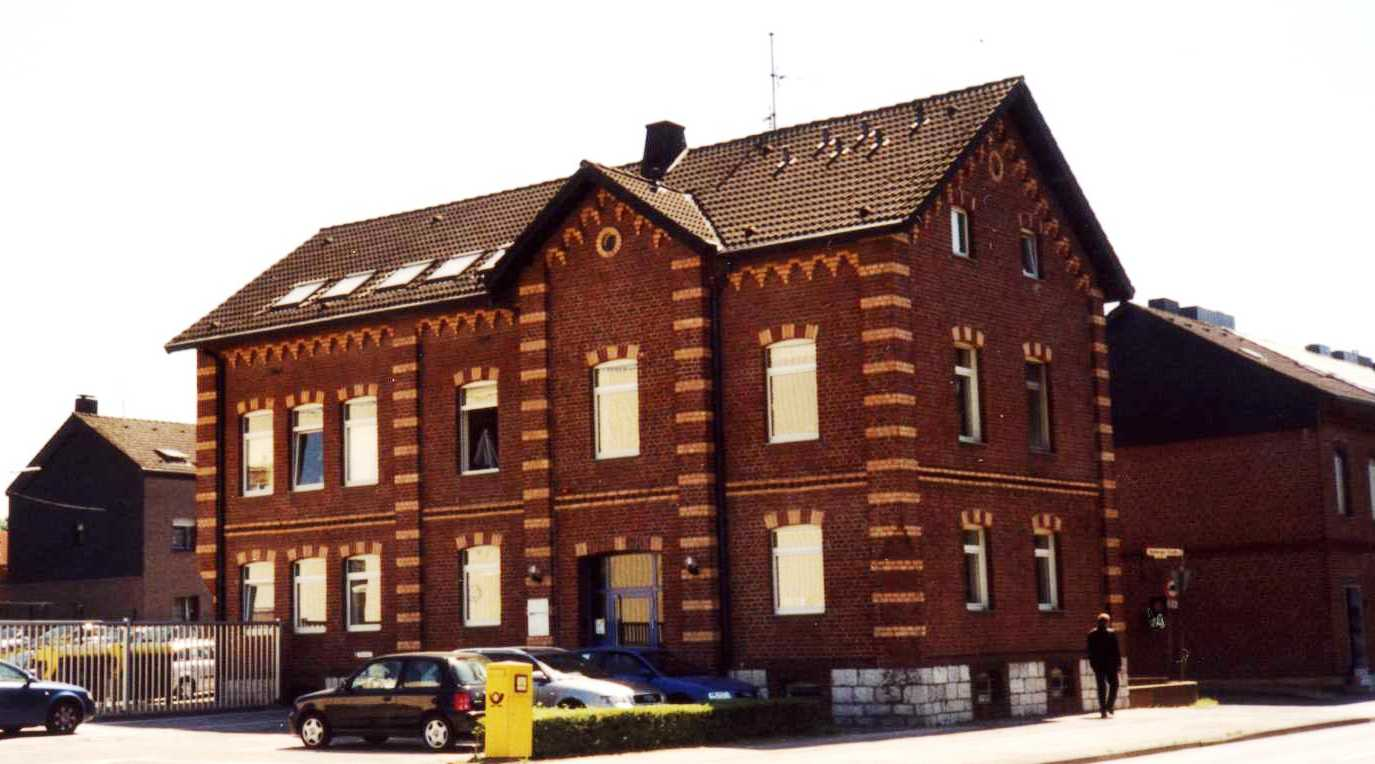

## Halden
Der Steinkohlenbergbau, aber auch der Braunkohletagebau hinterließ auf Eschweiler Stadtgebiet mehrere heute meist forstwirtschaftlich genutzte Halden:
- Schwarzer Berg (250 m) mit Kitzberg im Eschweiler Stadtwald
- Halde Nierchen (223 m) bei Hücheln
- Auf der Kippe (169 m) bei Eschweiler-Ost
- Zechenstraße bei Bergrath und Nothberg
- Floraweg in Weisweiler
- Schlackenhalde am Hohenstein